# Gottlieb Knoch

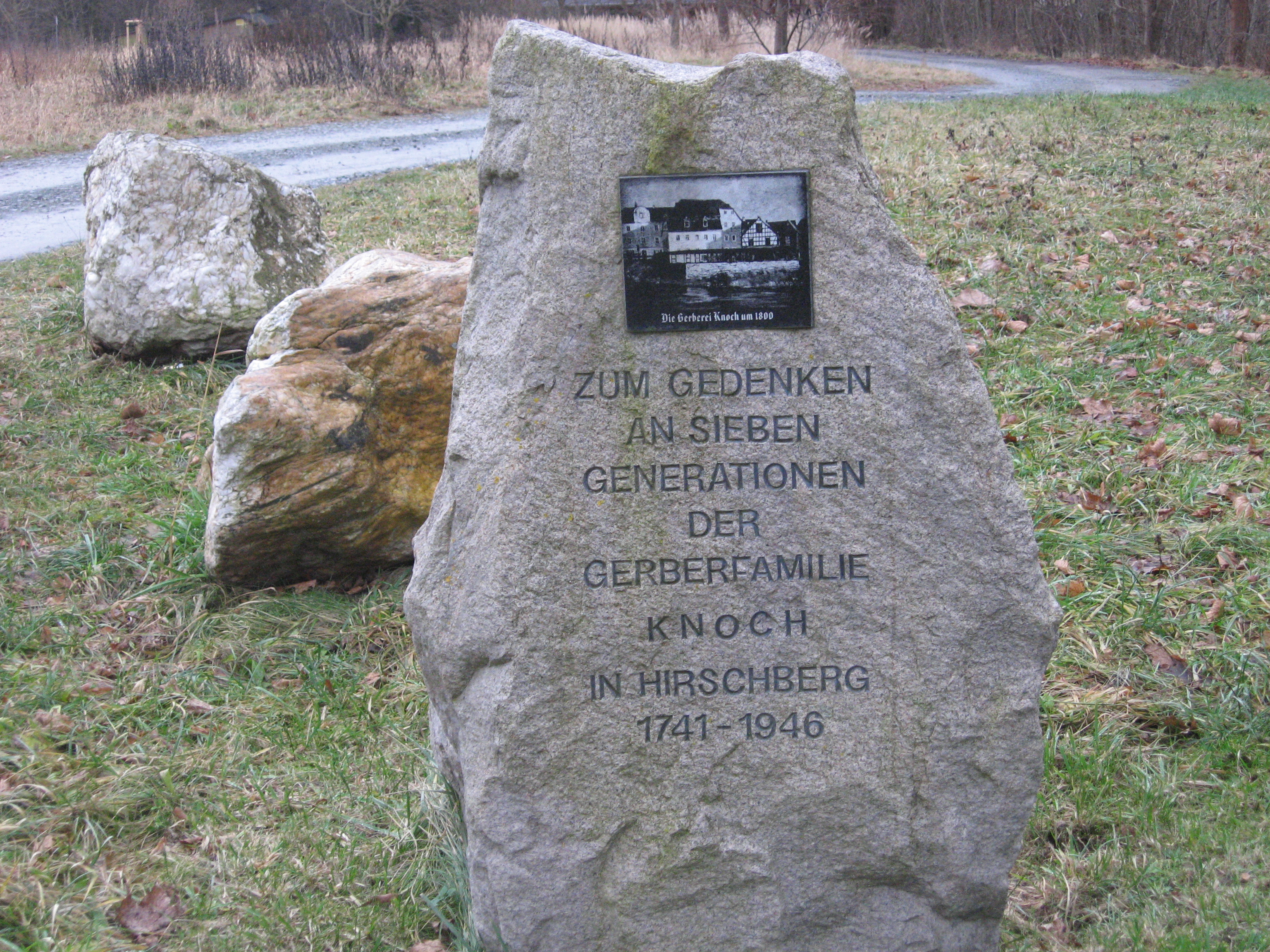
Gedenkstein für die Fabrikantendynastie Knoch beim Museum für Gerberei- und Stadtgeschichte in Hirschberg

Johann Gottlieb Heinrich  Knoch (* 28. September 1811 in Hirschberg; † 8. Mai 1897  in Zollgrün) war ein deutscher Rittergutsbesitzer, Fabrikant und Politiker.

## Leben
Knoch war der Sohn des Lederfabrikanten und Rittergutsbesitzers Heinrich Philipp Knoch auf Zollgrün und dessen Ehefrau Dorothea Susanne geborene Müller aus Hirschberg. Er war evangelisch-lutherischer Konfession und heiratete am 12. Juli 1836 in Hirschberg Sophie Margarethe Müller (* 7. Juni 1811 in Hirschberg; † 4. Mai 1890 in Zollgrün), die Tochter des Lederfabrikanten Heinrich David Müller in Hirschberg. Heinrich Knoch war ein Enkel, Philipp Knoch ein Onkel, Gustav Knoch ein Cousin, Heinrich David Müller ein Schwager, Adam Knoch war ein Onkel, Heinrich Knoch und Eduard Knoch waren Cousins.
Knoch war Lederfabrikant in Hirschberg und später Rittergutsbesitzer der Rittergüter Zollgrün und Frankenberg. Daneben war er Teilhaber der "Müllerschen Flachsspinnerei" seines Schwagers, des sächsischen Kommerzienrats Heinrich Müller.
Vom 24. November 1868 bis 1871 und vom 29. Oktober 1874 bis zum 27. September 1877 war er Abgeordneter im Landtag Reuß jüngerer Linie.